# Rhacaplacarus evexus
Rhacaplacarus evexus är en kvalsterart som först beskrevs av Wojciech Niedbała 2004.  Rhacaplacarus evexus ingår i släktet Rhacaplacarus och familjen Phthiracaridae. Inga underarter finns listade i Catalogue of Life.